# Franken Knights
Die Franken Knights (gegründet als Rothenburg Knights) sind ein American-Football-Team aus Rothenburg ob der Tauber in Franken im Bundesland Bayern. Die Knights spielten die Saisons 2018 bis 2022 in der Bayernliga und treten die Saison 2023 in der Regionalliga an.

## Geschichte
Gegründet wurden die Knights im Herbst 1983 als Rothenburg Knights. In ihrer ersten Saison 1984 traten sie in der zweiten Bundesliga Süd an. Schon in ihrer zweiten Saison gelang der Aufstieg in die erste Bundesliga, wo sie zwei Saisons spielten. Danach stiegen sie wieder ab und verbrachten einige Jahre in der zweiten Liga, ehe 1992 der erneute Aufstieg gelang. In der Saison 1993 gelang dann direkt der Einzug in das Viertelfinale der Play-offs. Die Saison 1994 wurde nicht so erfolgreich und man unterlag in der Relegation gegen die Stuttgart Scorpions. Sportlich in die zweite Liga abgestiegen, konnten die Knights, die sich ab der Spielzeit 1995 in Franken Knights umbenannten und nach Würzburg umzogen, durch die nachträgliche Erweiterung der ersten Liga doch die Klasse halten. Mit einem neuformierten Team war aber der Klassenerhalt nicht zu schaffen und man musste 1996 wieder in der zweiten Liga antreten. 
Nach der Saison 1996 zog man wieder zurück nach Rothenburg und spielte bis 1999 weiter in der zweiten Liga. Dort konnte man 1999 den Titel holen und in der Aufstiegsrelegation die Hanau Hornets schlagen. Somit waren die Franken Knights ab der Saison 2000 wieder erstklassig. In den fünf Spielzeiten bis 2004 erreichte man vier Mal das Viertelfinale um den German Bowl. Am erfolgreichsten war die Saison 2003, die man auf dem zweiten Platz der GFL-Süd abschloss und so das Viertelfinale zu Hause austragen durfte. 
Nach der Saison 2004 zog sich der Verein aus wirtschaftlichen Gründen freiwillig aus der GFL zurück und ging ab 2005 wieder in der GFL2 Süd an den Start. 2011 gelang der Aufstieg in die GFL.
Martin Habelt übernahm ab 2012 das Amt als Headcoach bei den Franken Knights. Ab der Saison 2014 ist Randall Watkins Headcoach.
In der Saison 2015 war Erwin Rieger der Headcoach der Franken Knights. Am Ende der Saison stand der Abstieg in die GFL2, den die Knights antraten ohne die Relegation gegen Frankfurt Universe zu spielen. 2016 stiegen die Knights unter Leitung von Erwin Rieger in die Regionalliga ab. 2017 stiegen die Knights unter Leitung von Jason Olive in die Bayernliga ab und stiegen somit 3 Jahre in Folge ab.
Seit 2018 spielen die Franken Knights in der Bayernliga. In der Saison 2018 verpassten die Franken unter der Leitung von Headcoach Jörg Seybold nur knapp die Aufstiegs Playoffs. In der Saison 2019 scheiterte man lediglich im Endspiel der bayerischen Meisterschaft und wurde bayerischer Vizemeister.

## Titel
- 1985: Meister der 2. Bundesliga Süd / Aufstieg in die 1. Bundesliga Süd
- 1992: Meister der 2. Bundesliga Süd / Aufstieg in die 1. Bundesliga Süd
- 1999: Meister der 2. Bundesliga Süd / Aufstieg in die GFL Süd
- 2009: Meister der 2. Bundesliga Süd
- 2011: Meister der GFL 2 Süd / Aufstieg in die GFL Süd

## Jugendteam
Das Jugendteam der Knights gibt es seit 1992. Die Jugend spielte seit dieser Zeit fast immer erfolgreich in der höchsten Jugendspielklasse. Mehrfach konnte das Halbfinale um den Junior Bowl erreicht werden. Zweimal (2004, 2005) sogar das Endspiel, in dem man sich aber jeweils der Jugend der Düsseldorf Panther geschlagen geben musste. Von 2001 bis 2007 spielte das Team in der GFLJ, im Jahr 2008 in der Jugendleistungsliga Bayern.